# Porte cittadine della città di Milano
Le Porte cittadine erano un'antica suddivisione della città di Milano nell'arcidiocesi ambrosiana.

## Storia
Tra il 1580 circa e il 1971 il territorio cittadino di Milano era suddiviso in Porte.
Furono istituite da san Carlo Borromeo e abolite dall'arcivescovo Giovanni Colombo, che istituì anche nella città di Milano dei vicariati urbani, divenuti successivamente decanati.
L'arcivescovo Carlo Maria Martini ne decretò in qualche modo la ricostituzione, istituendo con il sinodo 47º del 1995 cinque prefetture cittadine che raggruppano i vari decanati urbani.

## Suddivisione del territorio
Le parrocchie cittadine risultano attribuite alle varie Porte con alcune variazioni a seconda degli elenchi consultati.
Nel 1787 ci furono alcune variazioni nel compartimento territoriale delle parrocchie basate sulla ripartizione delle Porte censuarie.
Le parrocchie appartenenti al comune dei Corpi Santi di Milano, dopo la sua aggregazione a Milano, sono indicate a volte come parrocchie suburbane o, tra il 1877 e il 1930, come parrocchie di "Circondario esterno".
In seguito alle aggregazioni comunali del 1923, nel 1930 le parrocchie di quei comuni furono staccate dai vicariati foresi di Bruzzano, Trenno, Segrate, Cesano Boscone, San Donato e unite alle Porte cittadine ed indicate come "Parrocchie dei comuni aggregati". Come tali sono state denominate fino al 1971.
Le nuove parrocchie sorte nella città di Milano fino al 1971 venivano attribuite alla Porta pertinente per localizzazione e se l'ubicazione fosse stata riconducibile al territorio di un comune ora unito a Milano venivano indicate come "Parrocchie dei comuni aggregati".

### Porta Comasina
Fino al XIX secolo, risultano attribuite alla Porta Comasina le parrocchie del comune di Milano di:
- San Carpoforo
- San Cipriano
- San Giovanni alle Quattro facce
- San Marcellino
- Santa Maria del Carmine
- Santa Maria Incoronata
- Santa Maria Segreta
- San Michele al Gallo
- San Protaso ai Monaci
- San Protaso al Castello
- San Simpliciano
- San Tomaso in Terramara

e le parrocchie di appartenenti un tempo al comune dei Corpi Santi di Milano di:
- Santa Maria alla Fontana
- Santissima Trinità

### Porta Nuova
Fino al XIX secolo, risultano attribuite alla Porta Nuova le parrocchie di:
- Sant'Andrea alla Pusterla Nuova
- San Bartolomeo
- San Benedetto
- Santi Cosma e Damiano
- San Donnino alla Mazza
- Sant'Eusebio
- San Fedele
- Santa Maria della Scala in San Fedele
- San Francesco di Paola
- San Lorenzino in Torriggia
- San Marco
- Santa Margherita
- Santa Maria del Giardino
- San Martino in Nosiggia
- San Pietro con la Rete
- San Primo
- San Silvestro
- Santo Stefano in Nosiggia
- San Vittore e quaranta martiri

### Porta Vercellina
Fino al XIX secolo risultano attribuite alla Porta Vercellina le parrocchie del comune di Milano di:
- Sant'Ambrogio maggiore
- San Bartolomeo piccolo
- San Giovanni sul Muro
- San Lorenzino in Città
- Santa Maria al Circo
- Santa Maria alla Porta
- Santa Maria della Rosa
- Santa Maria Podone
- San Martino al Corpo
- San Mattia alla Moneta
- Santi Nabore e Felice
- San Nazaro in Pietrasanta
- San Nicolao
- San Pietro alla Vigna
- Santi Pietro e Lino
- San Pietro in Caminadella
- San Pietro sul Dosso
- San Prospero
- San Vincenzo al Monastero Nuovo
- San Vittore al Corpo
- San Vittore al Teatro

e le parrocchie appartenenti un tempo al comune dei Corpi Santi di Milano di:
- San Pietro in Sala

### Porta Orientale
Fino al XIX secolo, risultano attribuite alla Porta Orientale le parrocchie del comune di Milano di:
- San Babila
- San Galdino
- San Giorgio al Pozzo Bianco
- San Giovanni alle Fonti
- Santa Tecla al Lentasio
- Santa Maria dei Cappuccini
- Santa Maria dei Servi
- Santa Maria della Passione
- Santa Maria della Sanità
- Santa Maria alla Passerella
- San Martino in Compito
- San Michele sotto il Duomo
- San Paolo in Compito
- San Pietro all'Orto
- San Pietro in Gessate
- San Raffaele
- San Salvatore
- San Simplicianino
- Santo Stefano in Borgogna
- Santo Stefano in Brolo
- Santa Tecla
- San Vito in Pasquirolo
- San Zenone

e le parrocchie appartenenti un tempo al comune dei Corpi Santi di Milano di:
- Santa Francesca Romana
- Santa Maria in Calvairate
- San Lorenzo in Monluè

### Porta Romana
Fino al XIX secolo, risultano attribuite alla Porta Romana le parrocchie del comune di Milano di:
- Sant'Andrea al Muro rotto
- San Calimero
- Sant'Eufemia
- San Giovanni in Conca
- San Giovanni in Laterano
- Santa Maria Beltrade
- Santa Maria presso San Celso
- San Michele al Muro rotto
- San Nazaro in Brolo
- San Satiro
- San Vittore alla Crocetta

e la parrocchia appartenente un tempo al comune dei Corpi Santi di Milano di:
- San Rocco

### Porta Ticinese
Fino al XIX secolo, risultano attribuite alla Porta Ticinese le parrocchie del comune di Milano di:
- Sant'Alessandrino
- Sant'Alessandro in Zebedia
- Sant'Ambrogio in Solariolo
- Sant'Eustorgio
- San Fermo
- San Giorgio al Palazzo
- San Lorenzo maggiore
- San Maurilio
- San Michele alla Chiusa
- San Pietro in Campo Lodigiano
- San Pietro in Corte
- San Quirico
- San Sebastiano
- San Sisto
- San Vincenzo in Prato
- San Vito al Carrobbio
- San Vittore al Pozzo

e le parrocchie appartenenti un tempo al comune dei Corpi Santi di Milano di:
- San Gottardo al Corso
- Santi Nazaro e Celso alla Barona
- Santi Pietro e Paolo ai Tre Ronchetti
- San Barnaba in Gratosoglio